# Farums kommun
Farum kommun var en kommun i Frederiksborg amt i Danmark. Kommunen hade 18 737 invånare (2006) och en yta på 22,69 km². Farum var centralort. 1 januari 2007 slogs den samman med Værløse kommun till Furesø kommun, i Region Hovedstaden. Den nya kommunen har en yta på 56,68 km².